# Coyori
Coyori(こより)とは、株式会社JIMOSが製造・販売する化粧品およびサプリメントのブランド名称である。

## 概要・コンセプト
- 年齢肌の「皮脂不足」に着目した高機能・自然派エイジングケアを目指している。

- こより（紙縒）は和紙を縒って紡いだ七夕の願いの短冊を結ぶ糸を指す。
- その言葉に倣った、「Coyori（こより)」の名前には、効果の高い自然素材を厳選しブレンドする
- 「素材をこよる」ことで確かな実感を与えるスキンケアをつくりたいという想いと、
- 「生産者」と「お客様」の想いをつなぎ、
- 豊かな日本の自然を未来につなげていきたいという想いを込めている。
- ※Coyori公式サイトより(2015年8月25日閲覧)

## Coyoriにまつわる主な歴史
- 2010年10月　『Coyori』誕生
- 2010年12月　　会報誌「Coyori」創刊
- 2011年6月　　洗い流し用パックの「モイストクレイパック」販売開始
- 2011年10月　　ヘアケアシリーズとしてシャンプー、トリートメント、ヘアオイルの3商品を販売開始
- 2011年12月　「モイスチャーリッチクリーム」販売開始
- 2012年4月　　ブランドリニューアルし、ロゴマーク、商品パッケージ、商品名称を一新
- 「美容液オイル白」「高保湿温泉化粧水さっぱりタイプ」「美肌ＵＶ下地」販売開始
- 2012年6月　　雑貨商品としてルームミスト「自然のアロマミスト」を販売開始
- 2012年10月　　ボディケアシリーズとして「高保湿ハンドクリーム」「濃密リップトリートメント」販売開始
- 2013年5月　　「美肌ＵＶ下地」のさらっとタイプを限定販売
- 2013年8月　　健康食品「発酵生姜と植物酵素のサプリメント」を販売開始
- 2014年3月　　ヘアケアシリーズのシャンプーとトリートメントをリニューアル
- 2014年8月　　ヘアケアシリーズのヘアオイルをリニューアル
- 2015年3月　　美容液オイルの春夏限定商品「美容液オイル白さっぱり」を販売開始
- 2015年10月　　Coyori初のメイク商品「美肌ルースパウダー」を販売開始

## 主な商品

### スキンケア
- 美容液オイル
- 美容液オイル -白-
- 高保湿温泉化粧水
- 濃密美容クリーム
- こく生石鹸
- 海の泥パック
- 温泉水ジェルクレンジング
- 美肌UV下地

### ヘアケア
- 濃密泡エステシャンプー
- 濃密補修エステトリートメント
- 髪の美容液オイル

### ボディケア
- 高保湿ハンドクリーム
- 濃密リップトリートメント

### その他
- 自然のアロマミスト
- 植物酵素と発酵生姜のサプリメント